# Robert Richter (Chemiker)
Robert Julius Richter (* 21. März 1823 in Freiberg; † 21. Februar 1871 in Buda) war ein deutscher Chemiker und Hochschullehrer.

## Leben
Robert Richter war ein Sohn des Königlich Sächsischen Oberbergamtsschreibers Carl Gottlieb Richter. Er studierte an der Bergakademie Freiberg. Hier schloss er sich 1842 dem Corps Franconia Freiberg an.
Nach Abschluss des Studiums war er als Assistent bei Theodor Scheerer im chemischen Laboratorium der Bergakademie tätig. Am 22. September 1857 wurde er zum Professor des Hüttenwesens an die Steiermärkisch-Ständische Montanlehranstalt in Leoben (heutige Montanuniversität) berufen. Durch Erlass vom 14. Oktober 1861 berief ihn das k. k. Finanz-Ministerium hier zum Professor für Physik und Chemie unter Einbeziehung der Probierkunde. Am 9. August 1866 folgte er einem Ruf als Professor für Physik und Chemie an die Bergakademie Schemnitz.
Robert Richters Arbeiten erstreckten sich sowohl auf die Verbesserung der Verfahren zur Herstellung von Eisen als auch auf die quantitative Analyse von Gesteinen. Zu nennen sind hier die Analysen und Kieselsäurebestimmungen von Plutoniten und insbesondere die Analyse von Feldspäten erzgebirgischer Gesteine. Er war Mitherausgeber der berg- und hüttenmännischen Jahrbücher.

## Schriften
- Leitfaden zum Unterricht in der quantitativen analytischen Chemie, J.G. Engelhardt, Freiberg, 1853 (Online, Haiti Trust)
- Entschwefelung des Eisens beim Puddeln. In: Berggeist, 1861, Nr. 57
- Zusatz von Bleioxyd oder Blei bei der Verarbeitung von weißem Roheisen, 1865